# 이준한
이준한(李俊漢, 1621년 - 1674년)은 조선 중기의 무신으로 삼도수군통제사(三道水軍統制使) 및 어영대장(御營大將)을 역임하고, 영국원종공신(寧國原從功臣)에 책록되었다.

## 생애
조선 중기의 무신으로 본관은 전주, 휘는 준한(俊漢), 자는 수이(秀而)이다. 덕흥대원군의 현손(4대손)이며, 제14대 선조의 백형 왕손 호성원종2등공신(扈聖原從二等功臣) 의헌공(懿獻公) 하원군(河原君) 이정(李鋥)의 증손이고, 종실 도정궁(都正宮) 사손(嗣孫) 당은군(唐恩君) 이인령(李引齡)의 손자이다. 아버지는 종실 영국원종공신(寧國原從功臣) 풍래군(豊萊君) 이번(李瀿)이며, 어머니는 현령(縣令) 증 참찬(參贊) 안동인(安東人) 김광위(金光煒)의 딸로 증 군부인(郡夫人) 안동김씨(安東金氏)이다.
부인은 세마(洗馬) 청송인(靑松人) 심의(沈誼)의 딸로 증 정경부인(貞敬夫人) 청송심씨(靑松沈氏)와 군수(郡守) 광주인(廣州人) 이홍일(李鴻逸)의 딸로 증 정경부인(貞敬夫人) 광주이씨(廣州李氏)이다.
종실 풍래군 번의 장남으로 신유(辛酉) 1621년(광해 13) 12월 12일 탄생하였다. 1644년(인조 22) 갑신(甲申) 정시(庭試) 무과(武科) 을과(乙科) 19위에 급제하여 진사(進士)를 거쳐 별천무(別薦武)로 승지(承旨), 경력(經歷)을 역임하였다.
1652년(효종 3) 순천군수(順川郡守)를 역임하고, 1655년(효종 6) 칠곡부사(柒谷府使)를 역임하였다.
1656년(효종 7) 사파총(司把摠)을 역임하고, 1658년(효종 9) 내금위장(內禁衛將)을 지내고, 1662년(현종 3) 황주목사(黃州牧使)를 겸직하고, 이해 2월 27일 황해병사(黃海兵使)에 제수되었다.
1664년(현종 5) 파주목사(坡州牧使)을 역임하고, 이해 3월 27일 호군(護軍)을 거쳐 1665년(현종 6) 경상우병사(慶尙右兵使)에 제수되었다.
1666년(현종 7) 경기수사(京畿水使)를 거쳐 이해 11월 9일 경기도사(京畿都事)를 역임하고, 1667년(현종 8) 부사직(副司直)을 역임하였다.
1668년(현종 9) 돈녕도정(敦寧都正)에 제수되고, 1670년(현종) 호군(護軍)을 거쳐 1672년(현종 13) 내금위장(內禁衛將)에 역임하였다.
1674년(현종 15) 춘천부사(春川府使)을 거쳐 삼도수군통제사(三道水軍統制使), 훈련대장(訓練大將), 어영대장(御營大將)을 역임하고, 갑인(甲寅) 1674년(현종 15) 2월 7일 향년 54세로 별세하였다. 영국원종공신(寧國原從功臣)에 책록되어 현록대부(顯祿大夫)에 추증되었다.

## 가족관계
- 증조 : 왕손 하원군(河原君) 이정(李鋥), 제14대 선조의 백형, 호성원종2등공신(扈聖原從二等功臣), 시호는 의헌(懿獻).
- 조부 : 종실 당은군(唐恩君) 이인령(李引齡), 도정궁(都正宮) 사손(嗣孫).
- 아버지 : 종실 풍래군 이번(豊萊君 李瀿, 1593년-1647년), 인조(仁祖) 영국원종공신(寧國原從功臣).
- 어머니 : 증 군부인 안동김씨(郡夫人 安東金氏, 1593년-1670년), 현령 증 참찬(參贊) 안동인(安東人) 김광위(金光煒)의 딸.
  - 동생 : 이인한(李仁漢, 1627년-1684년)
  - 동생 : 이신한(李信漢, 1638년-1656년)
  - 동생 : 이의한(李儀漢, 1646년-1699년)
  - 녀 : 군수(郡守) 덕수인(德水人) 이희준(李喜俊)에게 출가.
  - 녀 : 부사(府使) 능성인(綾城人) 구문제(具文濟)에게 출가.
  - 녀 : 찰방(察訪) 청주인(淸州人) 한태유(韓泰兪)에게 출가.
  - 녀 : 군수(郡守) 한산인(韓山人) 이서우(李瑞雨)에게 출가.
- 1부인 : 증 정경부인 청주심씨(貞敬夫人 靑松沈氏, 1618년-1643년), 세마(洗馬) 청송인(靑松人) 심의(沈誼)의 4녀.
- 2부인 : 증 정경부인 광주이씨(貞敬夫人 廣州李氏, 1626년-1678년), 군수(郡守) 광주인(廣州人) 이홍일(李鴻逸)의 딸.
  - 장남 : 이근(李根, 1658년-1744년)
  - 2남 : 이역[이력](李櫟, 1661년-?년)
  - 1녀 : 동래인(東萊人) 정청(鄭聽)에게 출가.
  - 2녀 : 찰방(察訪) 동래인(東萊人) 정총(鄭聰)에게 출가.